# Leipziger Steinweg

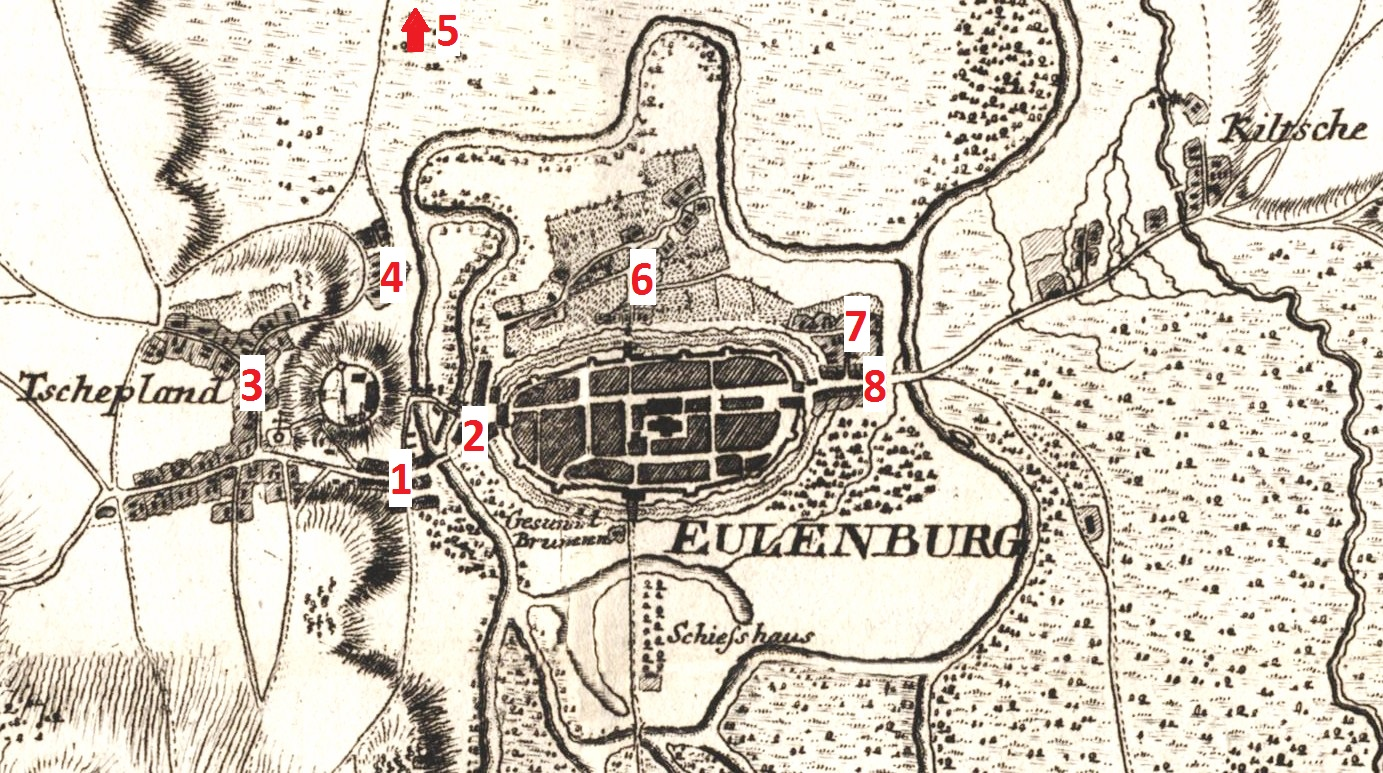
Die Cabinetskarte (1762) von Isaak Jacob von Petri gibt einen Überblick über Eilenburg und seine Vorstädte:
(1) Sand-Gemeinde
(2) Leipziger Steinweg
(3) Zscheppelende
(4) Tal-Gemeinde
(5) Hainichen
(6) Hinterstadt
(7) Gassen-Gemeinde
(8) Torgauer Steinweg

Leipziger Steinweg (auch Leipziger Vorstadt) war eine Gemeinde im Amt Eilenburg und ab 1815 im Landkreis Delitzsch. Der Ort, der im Wesentlichen aus einem zu beiden Seiten bebauten Straßenzug bestand, gehörte zu den Acht Vorstädten von Eilenburg. Er lag westlich vor Eilenburg zwischen dem Leipziger Tor und der Mühlgrabenbrücke. Heute ist dieser Bereich zwischen Wallstraße und Leipziger Brücke weitgehend unbebaut.

## Geschichte
Als im Jahr 1150 mit dem Bau einer ersten Stadtbefestigung begonnen wurde, dürfte es noch keine Siedlung in dem benannten Bereich gegeben haben. Im Jahre 1400 erwähnt die Eilenburger Chronik eine Leipziger Vorstadt mit 36 „Seelen“. Am 5. Juli 1558 kam es zu einem Brand, bei dem alle Gebäude der Gemeinde zerstört wurden. Ein weiteres Feuer ereignete sich 1636, dem vier Häuser zum Opfer fielen.
1595 verkaufte der Eilenburger Rat vier Baugrundstücke vor dem Leipziger Tor. Eines davon erwarb Salomon Müller, in dessen Haus 1622 eine Kippermünzstätte eingerichtet wurde, die Münzen zu 12, 24 und 30 Kreuzer prägte. 1630 setzte der Eilenburger Rat den Richter Hans Sturz als Inspektor und Gassenmeister für die nunmehr 18 Häuser umfassende Gemeinde ein, in der sich „arbeitslose[s], leichtfertige[s] Gesinde und herrenlosen Knechte“ aufgehalten haben sollen. 1724 wurde vor dem Leipziger Tor eine Postmeilensäule errichtet, die später abgetragen und 2012 neu errichtet wurde. Während des Siebenjährigen Krieges kam es 1758 zu einem Kanonenfeuer der preußischen Truppen, dem ein Teil der Gemeinde zum Opfer fiel. In der ersten Hälfte des 19. Jahrhunderts wurden die Brüder Gustav (1832–1911) und Oskar Höcker (1840) in der Leipziger Vorstadt geboren.
Als 1820 die Stadtmauern und 1835 die Stadttore niedergerissen wurden, wuchs der Leipziger Steinweg schnell mit dem alten Stadtgebiet zusammen. So entstand noch 1835 in der Wallstraße am ehemaligen Leipziger Tor die Seifenfabrik von Carl Müller. Am 9. April 1856 erfolgte die Eingemeindung nach Eilenburg. Die geschlossene Bebauung wurde im Zweiten Weltkrieg weitgehend zerstört und ist bis heute nicht ersetzt worden.